# Srebrnolisna lipa
Srebrnolisna lipa (srebrna lipa, bijela lipa, lat. Tilia tomentosa), jedna od danas 43 vrste priznatih lipa (Tilia), porodica sljezovki (Malvaceae). Raširena je u jugoistočnoj Europi i sjeverozapadu Male Azije.
Srebrnolisnij lipi čije je lat. ime tomentosa, ime dolazi od lat. tomentum (paperjast), zbog pustenastog izgleda stražnjeg dijela lista, koja je svjetlosivo pustenasta. Ovo listopadno drvo naraste do 30 ili 40 metara visine, široke je, piramidalne krošnje, a kora je sivkaste boje. Slično ostalim lipama ljekovita je i opojnog mirisa, ali za bumbare toksična zbog šećera manoze kojeg nemogu probaviti.
Ova vrsta često se uzgaja po parkovima i gradskim ulicama, osobito je ima u Slavoniji, a po njima je poznat i grad Travnik.
- stablo
- listovi
- plod
- Tilia tomentosa